# Eckenbrüller
Als Eckenbrüller wird im Journalisten-Jargon ein meist in der linken oberen Ecke der Titelseite einer Zeitung positionierter Artikel bezeichnet. Manche Zeitungen, wie die Frankfurter Allgemeine Zeitung, platzieren den Eckenbrüller auch in der rechten oberen Ecke. Diese Positionen ziehen angeblich am leichtesten die Aufmerksamkeit des Lesers auf sich.
Der Begriff ‚Eckenbrüller‘ geht vermutlich auf eine interne Bezeichnung der Frankfurter Allgemeinen Zeitung für eine entsprechend platzierte Artikelserie zurück. Möglicherweise ist ein Wortspiel mit einer ursprünglicheren Bedeutung des Wortes beabsichtigt, mit Menschen, die an der Ecke eines Platzes stehen (siehe Eckensteher Nante) und ihre Ansichten laut herausschreien.